# هيتمان: سنايبر
هيتمان سنيبر وتعرف بهيتمان سنيبر شالينج (بالإنجليزية: Hitman: Sniper)‏ هي لعبة فيديو لأجهزة الهواتف النقالة من السلسلة المشهورة هيتمان والتي يكون فيها البطل عميل يسمى 47 له قدرات تفوق الإنسان الطبيعي حيث تم التعديل على جيناته وراثيا. وتعتمد ألعاب هيتمان على التخفي، وتتبع العدو، وملاحظة حركاته، والبعد عن القتال المباشر والإغتيال.